# Hospital General de Villarrobledo
El Hospital General de Villarrobledo es un centro sanitario público perteneciente al SESCAM, ubicado en la ciudad de Villarrobledo (Albacete, España).

## Arquitectura
El edificio está enclavado en una zona de reciente expansión y desarrollo de la ciudad de Villarrobledo. Durante el proceso de diseño y desarrollo ha primado la comodidad y bienestar del paciente. Cuenta con una superficie útil estimada de 12.608 m² mientras que la superficie construida es aproximadamente de 18.912 m². Está dividido en las unidades usuales en los centros hospitalarios: Unidades de Hospitalización, de Cuidados Especiales, Servicios Ambulatorios, de Diagnóstico y Tratamiento, de Soporte Asistencial, de Soporte Logístico, etc. Además cuenta con un Helipuerto, base de uno de los helicópteros del Servicio de Emergencias de Castilla-La Mancha.

## Cartera de Servicios

### Especialidades médicas
| - Alergología - Cardiología - Dermatología - Digestivo - Endocrinología - Geriatría - Hematología - Medicina Interna - Neumología | - Neurología - Neurofisiología - Oncología Médica - Reumatología - Salud Mental - Psiquiatría - Psicología Clínica - Enfermería |

### Especialidades quirúrgicas
- Cirugía general
- Ginecología
- Traumatología
- Otorrinolaringología
- Oftalmología
- Urología
- Anestesia/Reanimación
- Dermatología

### Especialidades materno- infantiles
- Obstetricia
- Pediatría

## Cobertura
El Hospital de Villarrobledo atiende a una población estimada de 61.989 (INE, 2007) personas de municipios y zonas sanitarias limítrofes.
| Municipio                 | Provincia   | Población (INE, 2007) | Distancia (km.) | Zona sanitaria  |
| ------------------------- | ----------- | --------------------- | --------------- | --------------- |
| Alberca de Záncara, La    | Cuenca      | 1901                  | 37              | San Clemente    |
| Ballestero, El            | Albacete    | 499                   | 55              | Bonillo, El     |
| Bonillo, El               | Albacete    | 3131                  | 40              | Bonillo, El     |
| Casas de Fernando Alonso  | Cuenca      | 1397                  | 33              | San Clemente    |
| Casas de Haro             | Cuenca      | 912                   | 40              | San Clemente    |
| Casas de los Pinos        | Cuenca      | 528                   | 29              | San Clemente    |
| Mesas, Las                | Cuenca      | 2457                  | 19              | Pedroñeras, Las |
| Munera                    | Albacete    | 3876                  | 29              | Munera          |
| Ossa de Montiel           | Albacete    | 2738                  | 38              | Ossa de Montiel |
| Pedernoso, El             | Cuenca      | 1307                  | 40              | San Clemente    |
| Pedroñeras, Las           | Cuenca      | 6971                  | 33              | Pedroñeras, Las |
| Provencio, El             | Cuenca      | 2613                  | 14              | Pedroñeras, Las |
| Ruidera                   | Ciudad Real | 627                   | 52              | Ossa de Montiel |
| San Clemente              | Cuenca      | 6879                  | 22              | San Clemente    |
| Santa María del Campo Rus | Cuenca      | 736                   | 41              | San Clemente    |
| Villarrobledo             | Albacete    | 25417                 | 0               | Villarrobledo   |

## Accesos
Los accesos para el tráfico rodado son los siguientes:
- Norte: Carretera de El Provencio.
- Este: Avenida de La Mancha.
- Sur: Calle del Dos de Mayo.
- Oeste: Avenida de Miguel de Cervantes.

Además, cuenta con una parada de autobús urbano (Líneas 1 y 2, parada Hospital).